# Endel Puusepp
Endel Karlovitj Puusepp, (ryska: Эндель Карлович Пусэп) född 1 maj 1909 i Guvernementet Jenisejsk, Kejsardömet Ryssland, död 18 juni 1996 i Tallinn, Estland, var en sovjetisk/estnisk pilot som under andra världskriget genomförde över 30 nattliga bombuppdrag mot Nazityskland. Han dekorerades med Sovjetunionens hjälte för att ha flugit en högt rankad sovjetisk delegation över frontlinjen från Moskva till Washington D.C. och tillbaka.

## Tidigt liv

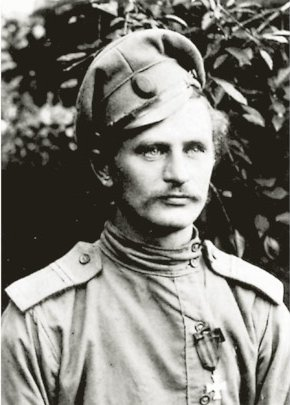
Endels far Karl, mottagare av Sankt Georgskorset.

Endel Puusepp föddes i en familj av estniska bönder som bodde i Sibirien. Hans föräldrar flyttade dit, eftersom de fick ett erbjudande av den ryska regeringen att få så mycket land som de kunde förvalta. Således flyttade tusentals ester och letter till Sibirien och byggde chutorer (ryska för en typ av ensamliggande bondgårdar) där de bevarade sitt språk och sin kultur. Ända sedan tidig barndom hade Puusepp drömt om att bli pilot. Hans föräldrar planerade en annan karriär för honom: antingen som lärare eller agronom. Efter 7 års skolgång flyttade Puusepp till Leningrad för att studera på den estnisk/finska lärarhögskolan.

## Karriär
Efter att ha avslutat ett års studier på lärarhögskolan flyttade Puusepp till en pilotskola, först i Volsk och senare i Orenburg. Han stannade på den senare som flyginstruktör. Han kom senare att överföras till en nybildad flottilj som specialiserat sig på att flyga "blint", (med enbart flygplanens instrument på grund av begränsad sikt).

### Polar luftfart
1938 var Puusepp en etablerad pilot och hade kompetens att flyga blint. Även tidigare hade han deltagit i operationen att lokalisera planet Sigizmund Levanevsky, som försvann i Arktis.  Nordpolen förtrollade Puusepp så mycket att han beslöt att stanna och arbeta där. Han flög till isstationen Nordpolen-1 vid ett flertal tillfällen och besökte andra sovjetiska arktiska stationer. Han var också engagerad i att skapa de optimala rutterna för fartyg och att observera rörelser i isen. Under ett av dessa uppdrag över Karahavet fick Puusepp höra om inledningen av Operation Barbarossa. Puusepp begärde en överföring till frontlinjen.

### Andra världskriget

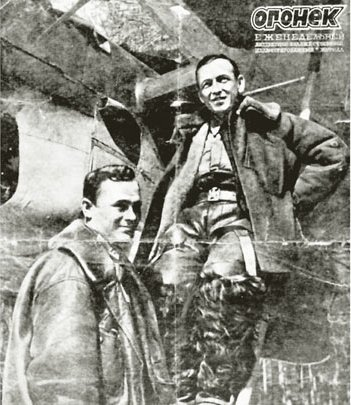
Puusepp (till vänster) på omslaget till tidskriften Ogonjok.

Den 8 augusti 1941, under ledning av Michail Vodopjanov, deltog Puusepp i sitt första bombningsuppdrag. Efter att framgångsrikt ha släppt bomber i Berlin skadades hans flygplats kraftigt av luftvärnsartilleri på väg tillbaka till hemmabasen, vilket resulterade i en nödlandning i Estland, då ockuperat av nazisterna. När de lämnade planet stötte besättningen på en rädd herdepojke. Puusepp, som inte hade glömt sitt hemspråk estniska, kunde fråga pojken om de nazistiska truppernas läge, undvek därmed att bli fångad och kunde säkert återvända till det sovjetisk-kontrollerade området. 

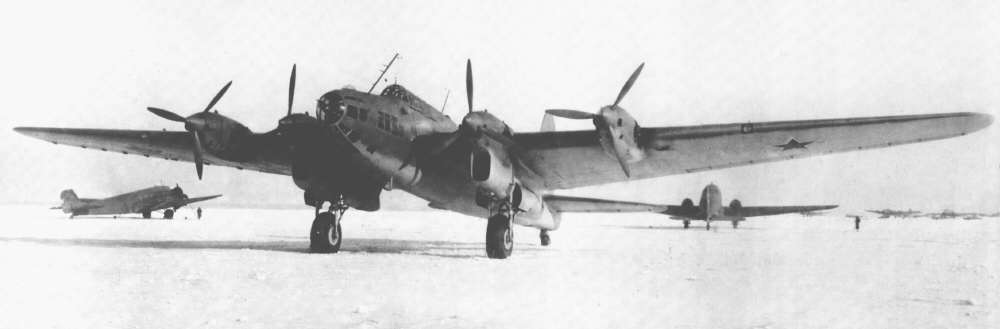
Sovjetiska tunga bombplan Petljakov Pe-8.

I april 1942 hade Puusepp klarat 30 nattliga långdistansbombningar av Berlin, Danzig och Königsberg. Vid den tidpunkten deltog Sovjetunionen i förhandlingarna med de allierade om att öppna västfronten. Man beslutade att skicka en sovjetisk delegation ledd av utrikesministern Vjatjeslav Molotov först till Storbritannien och sedan till USA. Puusepp blev vald till att vara pilot för detta unika och mycket riskabla uppdrag, där han var tvungen att flyga över frontlinjen och av fienden kontrollerade områden. Den 29 maj 1942, efter att ha stannat i Tealing, Prestwick, Reykjavik och Goose Bay, landade Petlyakov Pe-8-planet med den sovjetiska delegationen ombord i Washington.  Returresan var ännu farligare. Nazisterna var säkert medvetna om förhandlingarna, och planerade att stoppa delegationen på väg tillbaka. Den sovjetiska pressen tillkännagav ett lyckat återvändande för den sovjetiska delegationen.  Det var först efter denna spridning av desinformation som flygplanet kunde sätta kurs mot Moskva. För framgångsrikt genomförande av uppdraget fick Puusepp titeln Sovjetunionens hjälte som belöning. Vid mottagandet av priset sade han förvånat att han inte gjort något extraordinärt.
Han fortsatte bombningsuppdragen mot fiendens trupper i Stalingrad, Kursk, Orjol och Belgorod. Under ett av uppdragen blev Puusepp skadad i ryggraden av granatsplitter. Han tvingades genomgå fem operationer. Han återhämtade sig aldrig fullt ut, och gick i pension från det sovjetiska flygvapnet som överste 1946. 

## Senare år
Efter kriget flyttade Puusepp till Tallinn där han blev chef för biltransportöverstyrelsen i Estniska SSR. År 1950 utnämndes han till vice ordförande i Estniska SSR:s högsta sovjet och fungerade senare som socialförsäkringsminister 
Endel Puusepp avled den 18 juni 1996. Han är begravd på Metsakalmistu (Skogskyrkogården) i Tallinn.